# Les Ailes des héros
Pour plus de détails, voir Fiche technique et Distribution.
Les Ailes des héros (The Great Air Race) est un film australien réalisé par Marcus Cole et sorti en 1990. Il retrace l'aventure de la course aérienne Londres-Melbourne de 1934.

## Synopsis
En 1934, le millionnaire britannique Sir Mac Pherson Robertson organise une compétition aéronautique récompensée de 10 000 livres sterling. Les pilotes devront relier Londres à Melbourne en Australie le plus rapidement possible.

## Fiche technique
- Titre : Les Ailes des héros
- Titre original : The Great Air Race
- Réalisation : Marcus Cole
- Scénario : Michael Brindley
- Décors : Colin Gersch
- Photographie : Chris Davis
- Montage : Ken Tyler
- Musique : Peter Sullivan
- Production : Ross Dimsey
- Pays :  Australie
- Langue : anglais
- Genre : historique
- Durée : 192 minutes

## Distribution
- Jonathan Hyde : Jim Mollison
- Caroline Goodall : Amy Johnson
- Tim Hughes : Charles Scott
- Robert Reynolds : Tom Campbell Black
- Barry Bostwick : Roscoe Turner
- David Arnett : Clyde Pangborn
- Helen Slater : Jacqueline Cochran
- Robbie McGregor : Goodfellow
- Robin Bowering : De Havilland
- Henk Johannes : Koene Dirk Parmentier
- Burt Cooper : Jan Moll
- Victor Melnyk : Van Brugge
- Rhys Muldoon : Jimmy Melrose
- Peter Hosking : Commandant Cole
- Jim Holt : Harold Brook
- Louise Newey : Mlle Lay
- Nick Waters : Jack Baines
- Roy Edmunds : Harry Gilman
- Bruce Kerr : Homme KLM (Alor Star)
- Josephine Byrnes : Florence Desmond
- Marion Sandberg : Diana
- Cendrine Souvairan : Margaret
- Marika Pelsoczy : Mlle Roops
- Anna McCrossin	: Jennifer
- Duke Bannister : Wesley Smith
- Gus Mercurio : 'Granny' Granville
- John Rafter Lee : Dr. Plesman
- Richard Moss : Mr. Edwards
- David Morris : Mr. Heinz
- Nadine Wells : La secrétaire de Heinz
- James Condon : MacRobertson
- Joe Dolce : Elroy
- Barry Langrishe : George Randall
- John Flaus : Charles Tuckfield
- Glynis Jones : Comtesse Drogheda
- Grant Smith : Skakleton
- Jim Shaw : Mécanicien De Havilland
- Warwick Randall : Mecanicien (Charleville)
- Bill McCorinan	: Électricien (Albury)
- David Ravenswood : Le Roi George V
- Judith Graham : La Reine Mary
- Patrick Doyle : Membre du Comité
- Dennis Parker : Membre du Comité
- Reg Gorman : Officiel (Charleville)
- Dorothy Cutts : Queenie
- Louise Fox : Standardiste Royal Aero Club
- Jessica Carrady : Secrétaire Royal Aero Club
- Tristan Arniel : Maître d'hôtel
- Clive Hearn : Maire d'Albury
- Michel Cadilhac : Gendarme
- Angelo Salamanca : Commissaire Police (Naples)
- John Benton : Official (Baghdad)
- Andrew Kovac : Officier (Bucarest)
- Kirk Alexander : Officier RAF (Karachi)
- Vince D'Amico : Officier Pise
- Phillip Dean : Journaliste
- John Simpson : Journaliste
- Rob Constable : Journaliste (Charleville)
- Bob Halsall : Journaliste (Flemington)
- Bob Horsfall : Journaliste (Flemington)
- Roderick Williams : Mineur